# Straat Shelikof

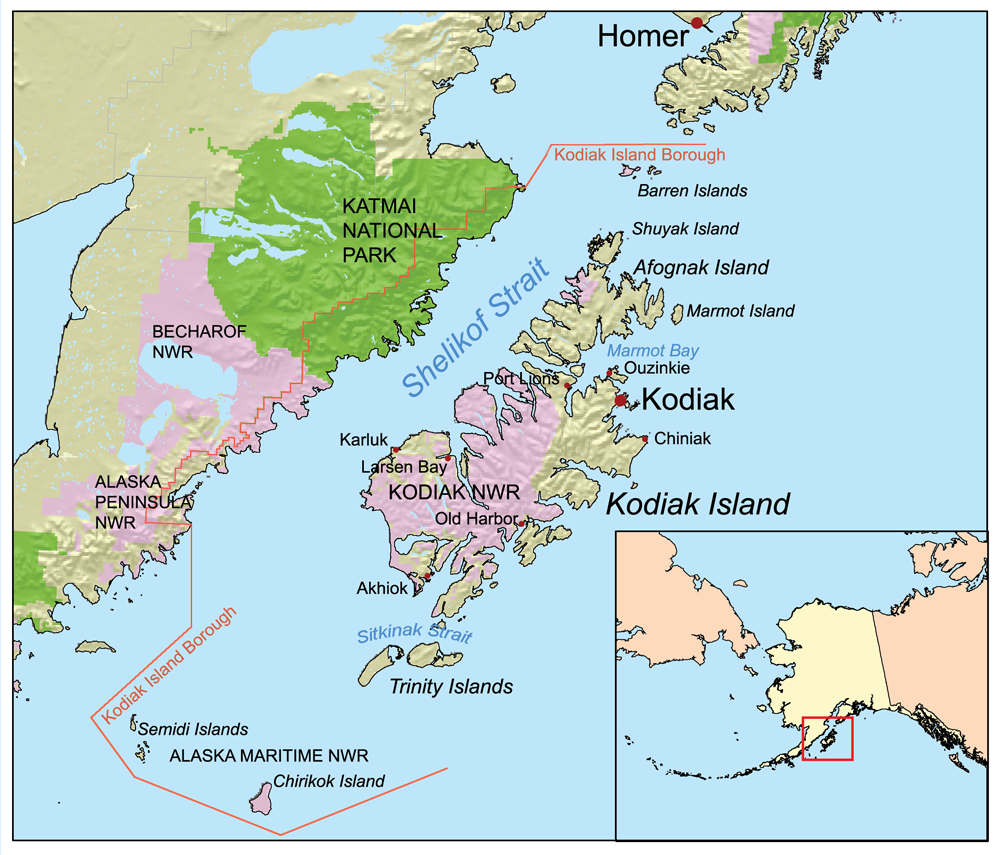
Kaart van Kodiak-eiland met de straat ten noordwesten ervan

De Straat Shelikof (Engels: Shelikof Strait) is een zeestraat tussen de zuidwestelijke kust van Alaska aan de ene zijde en Kodiak-eiland en het eiland Afognak aan de andere zijde. Het estuarium van de Cook Inlet bevindt zich aan de noordzijde.
De straat werd vernoemd naar de Russische zeevaarder en bonthandelaar Grigori Sjelichov (in het Engels ook gespeld als Shelikov, Shelekhov of Shelikof), die de eerste Russische plaats stichtte in het huidige Alaska aan de Three Saints-baai op Kodiak-eiland in 1784.